# أدوبي ساوندبوث
ادوبي ساوند بوث هو محرر صوتي رقمي أصدرته شركة أدوبي لأنظمة تشغيل ويندوز إكس بي، ويندوز فيستا، ويندوز 7، ماك أو إس. وتوقف إصداره عام 2011. يستخدم لتحرير الصوتيات وإنشاء وتسجيل مقاطع الصوت ودمجها أو تقطيعها وإضافة المؤثرات الصوتية وإخراجها على شكل ملفات صوتيه عالية الدقة والنقاوة والوضوح كملفات mp3 أو wav أو mid أو غيرها من ملفات الاوديو عالية الدقة.

## وصلات خارجية
- الموقع الرسمي